# Natalia Siedowa
Natalia Siedowa, ros. Наталья Ивановна Седова (ur. 5 kwietnia 1882, zm. 23 stycznia 1962 w Paryżu) – rosyjska działaczka marksistowska, szczególnie zainteresowana problemem kultury w państwie robotniczym, najlepiej znana jako wieloletnia towarzyszka życia Lwa Trockiego.

## Życiorys
Siedowa wywodziła się z zamożnej rosyjskiej rodziny, jednak za młodu zetknęła się z ideami marksistowskimi, co skłoniło ją do porzucenia dotychczasowego środowiska i wyjazdu za granicę. Zamieszkała razem z liczną grupą rosyjskich emigrantów politycznych w Paryżu, gdzie studiowała historię sztuki i kontynuowała działalność polityczną. W 1903 spotkała pierwszy raz Lwa Trockiego, który przyjechał do Paryża z Londynu, po spotkaniu z Leninem, by wygłosić odczyt na spotkaniu kółka marksistowskiego. Chociaż Trocki był żonaty i miał dwie córki z Aleksandrą Sokołowską, szybko rozpoczął romans z Siedową, u której zamieszkał. W 1906 i 1908 urodziło się dwóch ich synów, Lew i Siergiej. Nosili oni nazwisko matki, jako że związek dwojga rewolucjonistów nigdy nie został zalegalizowany, mimo tego Siedowa podpisywała się niekiedy, głównie w dokumentach politycznych, jako Natalia Siedowa-Trocka.
Siedowa towarzyszyła Trockiemu w czasie jego powrotu do Rosji w 1905, po czym ponownie wyjechała z nim na zachód. Mieszkali w Szwajcarii, we Francji oraz w Stanach Zjednoczonych. Wrócili w maju 1917; po zwycięstwie rewolucji październikowej rozpoczęła pracę w Ludowym Komisariacie Kultury, zajmując się ochroną zabytków. Jej pozycja w partii upadała razem z pozycją Trockiego. W 1927 Siedowa została razem z nim zesłana do Ałma-Aty, a następnie dobrowolnie towarzyszyła mu na wygnaniu z ZSRR. Mieszkali w Turcji, Francji, Norwegii i Meksyku. W swoich wspomnieniach Trocki zawsze podkreślał jej ogromną cierpliwość i siłę ducha, która pozwalała jej wspierać go w najtrudniejszych momentach, zwłaszcza po śmierci obydwu synów (Lwa i Siergieja). Siedowa wybaczyła Trockiemu krótkotrwały romans z Fridą Kahlo. Całkowicie podzielała poglądy polityczne Trockiego, była członkiem IV Międzynarodówki, której działaczką pozostała także po jego śmierci, aż do roku 1951. Wtedy, w dużej mierze pod wpływem swoich współpracowników z hiszpańskiej sekcji organizacji, wbrew oficjalnemu stanowisku większości trockistów uznała ZSRR za przykład kapitalizmu państwowego i zarzuciła kierownictwu Międzynarodówki zdradę ideałów trockizmu, całkowicie zrywając z nią współpracę, chociaż do końca życia podkreślała swoje trockistowskie poglądy.
Była współautorką biografii Trockiego, którą napisała razem z Victorem Serge.

## W literaturze i filmie
- Natalia Siedowa jest jednym z trojga bohaterów humoreski Davida Ivesa Variations on the death of Trotsky
- Postać Natalii Siedowej pojawia się w filmie Frida